# Умберто Де Анджеліс
Умберто Де Анджеліс (італ. Umberto De Angelis, нар. 16 травня 1910, Пескара — пом. 9 лютого 2001, Пескара) — італійський футболіст, що грав на позиції півзахисника. По завершенні ігрової кар'єри — тренер.
Виступав, зокрема, за клуби «Ліворно» та «Перуджа».

## Ігрова кар'єра
Народився 16 травня 1910 року в місті Пескара. Вихованець футбольної школи клубу «Термолі».
У дорослому футболі дебютував 1929 року виступами за команду «Стабія», в якій провів один сезон.
Згодом з 1931 року грав за «Пескару», де провів чотири сезони, після чого грав за «Манфредонію».
Своєю грою за останню команду привернув увагу представників тренерського штабу клубу «Ліворно», до складу якого приєднався 1938 року. Відіграв за клуб з Ліворно наступні два сезони своєї ігрової кар'єри.
1940 року перейшов до клубу «Перуджа», за який відіграв 2 сезони. Завершив професійну кар'єру футболіста виступами за команду «Перуджа» у 1942 році.

## Кар'єра тренера
Розпочав тренерську кар'єру, повернувшись до футболу після невеликої перерви, 1946 року, очоливши тренерський штаб клубу «Перуджі».
У 1951—1952 роках очолював команду «К'єті», після чого тричі з перервами очолював «Фрозіноне».
1968 року став головним тренером команди «Беневенто», тренував команду з Беневенто лише один рік.
Останнім місцем тренерської роботи знову був клуб «Фрозіноне», головним тренером команди якого Умберто Де Анджеліс був протягом 1969 року.
Помер 9 лютого 2001 року на 91-му році життя у місті Пескара.